# Silviane Scharl
Silviane Scharl (* 1977 in Berlin) ist eine deutsche Prähistorische Archäologin und Hochschullehrerin.

## Leben
Von 1997 bis 2003 studierte sie an den Universitäten Bamberg und Würzburg und schloss mit dem MA Prähistorische Archäologie ab (mit höchster Auszeichnung). In den Jahren 1999 bis 2000 studierte sie European Prehistory an der Universität Oxford, unterstützt durch ein DAAD-Stipendium. Von 2006 bis 2009 war sie an der FU Berlin, Institut für Prähistorische Archäologie, wissenschaftliche Mitarbeiterin am DFG-Projekt „Late Neolithic-Early Copper Age Tell-Site of Uivar, Romania“.
Sie beendete ihre Promotion 2007 an der FU Berlin, im Fach Prähistorische Archäologie mit dem Thema: Die Silexversorgung am Übergang vom Alt- zum Mittelneolithikum im westlichen Franken mit summa cum laude. Hiernach war sie von 2009 bis 2016 an der Universität zu Köln, Institut für Ur- und Frühgeschichte, wissenschaftliche Mitarbeiterin (Assistenz) sowie Teilprojektleiterin im Projekt D5 "Innovation Transfer as a Possible Trigger of Modern Human Migration", "Our Way to Europe".
Es folgte ihre Habilitation, Thema: Innovationstransfer in prähistorischen Gesellschaften - Eine vergleichende Studie zu ausgewählten Fallbeispielen des 6. bis 4. Jahrtausends vor Christus in Mittel- und Südosteuropa unter Berücksichtigung temporärer Grenzräume 2016 in Prähistorischer Archäologie an der Universität zu Köln. Ab dem Jahre 2016 lehrte sie an der FU Berlin als Gastprofessorin für Prähistorische Archäologie. Seit dem Jahre 2017 ist sie Professorin für Jüngere Steinzeiten am Institut für Ur- und Frühgeschichte in Köln.
Ihre Forschungsschwerpunkte sind europäisches Neolithikum und Kupferzeit, Wirtschaftsarchäologie (u. a. Austauschnetzwerke), Innovationstransfer in prähistorischen Gesellschaften und neolithische Steinartefakte.

## Schriften (Auswahl)
- Die Neolithisierung Europas – Ausgewählte Modelle und Hypothesen. (Magisterarbeit 2002), Rahden 2004, ISBN 3-89646-072-2.
- Die Silexversorgung am Übergang vom Alt- zum Mittelneolithikum im westlichen Franken. Dissertationsschrift 2007, Freie Universität Berlin
- Versorgungsstrategien und Tauschnetzwerke im Alt- und Mittelneolithikum – Die Silexversorgung im westlichen Franken. Verlag Marie Leidorf, Rahden 2010, ISBN 3-89646-517-1.
- als Herausgeberin: Literaturempfehlungen zur Archäologie. Fachliteratur, Sachbücher, Kinder- und Jugendliteratur. Bonn 2012, ISBN 978-3-7749-3461-0.
- als Herausgeberin mit Birgit Gehlen: Mobility in sedentary societies. Workshop CRC 806 "Our way to Europe", Cologne, 26th–27th June 2015. Verlag Marie Leidorf, Rahden 2017, ISBN 3-86757-368-9.
- mit Eva Rosenstock, Wolfram Schier: Ex oriente lux? – Ein Diskussionsbeitrag zur Stellung der frühen Kupfermetallurgie Südosteuropas. In: Martin Bartelheim, Barbara Horejs, Raiko Krauß (Hrsg.): Von Baden bis Troia; Ressourcennutzung, Metallurgie und Wissenstransfer; eine Jubiläumsschrift für Ernst Pernicka. (Oriental and European Archaeology; Bd. 3), Verlag Marie Leidorf, Rahden/Westfalen 2016, ISBN 978-3-86757-010-7 ( auf ufg.uni-freiburg.de)